# Tomapoderopsis flaviceps
Tomapoderopsis flaviceps là một loài bọ cánh cứng trong họ Attelabidae. Loài này được Desbrochers des Loges miêu tả khoa học năm 1890.